# Wetten, dass..?
"Wetten, dass..?" é um game show alemão criado por Frank Elstner e transmitido pela primeira vez em 14 de fevereiro de 1981. O foi modelo para o show do Reino Unido You Bet! e o americano Wanna Bet?. É o programa de maior sucesso dos sábados na Europa. Os shows são transmitidos ao vivo seis a sete vezes por ano a partir de diferentes cidades da Alemanha, Áustria e Suíça. Houve também sete shows ao ar livre no verão, emitidos a partir de Amphitheatre Xanten, Plaça de Toros de Palma de Mallorca, Disneyland Paris, Waldbühne Berlin, e Aspendos Roman Theatre. Cada um dos shows, que são mostrados sem interrupção comercial, são normalmente programada para durar cerca de duas horas, mas não é incomum para um show para executar, tanto quanto 45 minutos a mais.